# Minister do Spraw Cen
Minister do Spraw Cen – naczelny organ administracji rządowej istniejący w latach 1982–1985, powołany w celu nadawania kierunku działaniom podejmowanym w sprawach cen, stosownie do potrzeb społecznych i gospodarczych, zgodnie z polityką Państwa.

## Powołanie urzędu Ministra
Na podstawie ustawy z 1982 r. o utworzeniu urzędu Ministra do Spraw Cen powołany nowy urząd w miejsce zniesionego Państwowej Komisji Cen. Urzędem kierował Minister do Spraw Cen.
W latach 1982–1985 ministrem do spraw cen był Zdzisław Krasiński.

## Zadania Ministra do Spraw Cen
Minister do Spraw Cen zadania realizował w szczególności poprzez:
- ustalanie cen urzędowych towarów i usług,
- określanie zasad ustalania cen regulowanych,
- określanie dla potrzeb kształtowania cen zasad i metod ustalania kosztów uzasadnionych,
- ustalanie marż handlowych urzędowych,
- określanie zasad i trybu sporządzania wniosków o ustalanie cen i marż handlowych,
- kontrolowanie przestrzegania zasad ustalania i stosowania cen i marż handlowych w jednostkach gospodarki uspołecznionej i nieuspołecznionej, a także na targowiskach,
- prowadzenie analizy rynku i decydowanie o wprowadzeniu obowiązku stosowania cen regulowanych na towary i usługi, jeżeli sprzedawca, wykorzystując sytuację monopolistyczną, osiąga poziom zysku rażąco odbiegający od poziomu przeciętnego,
- prowadzenie analizy kształtowania się cen, kosztów i rentowności, a także stanu równowagi rynkowej, oraz przedstawianie właściwym organom administracji państwowej oraz jednostkom gospodarki uspołecznionej wniosków w sprawie polityki inwestycji i importu, zmierzających do lepszego dostosowania wielkości i struktury podaży do popytu,
- inicjowanie i prowadzenie negocjacji, a także zawieranie porozumień z przedstawicielami sprzedawców środków spożycia i usług dla ludności oraz przedstawicielami konsumentów, jak również przedstawicielami sprzedawców środków produkcji i przedstawicielami ich nabywców w sprawie polityki cen na ważniejsze grupy towarów i usług,
- prowadzenie badań funkcjonowania systemów cen,
- określanie zasad uwidaczniania cen w miejscach sprzedaży towarów i świadczenia usług,
- publikowanie cen urzędowych i przepisów w sprawach cen.

## Rada do Spraw Cen
Przy Ministrze do Spraw Cen działała Rada do Spraw Cen.
W skład Rady wchodzili przedstawiciele:
- rad narodowych, związków zawodowych, organizacji konsumenckich, młodzieżowych, kobiecych i innych; listę tych związków i organizacji, w drodze rozporządzenia, określi Rada Ministrów, na wniosek Ministra do Spraw Cen, po zasięgnięciu opinii właściwych komisji sejmowych,
- producentów, organizacji handlowych i środowisk naukowych – powoływani przez Prezesa Rady Ministrów, na wniosek Ministra do Spraw Cen, w liczbie nie przekraczającej 1/3 ogółu członków Rady.

## Zakres działania Rady
Do zakresu działania Rady należało:
- opiniowanie projektów zmian cen urzędowych,
- zgłaszanie propozycji wprowadzenia cen urzędowych i cen regulowanych,
- rozpatrywanie analiz kształtowania się cen, kosztów i rentowności oraz stosunku podaży do popytu i formułowanie na tej podstawie wniosków,
- ocena stopnia monopolizacji rynku i jego wpływu na kształtowanie się cen oraz występowanie z wnioskami w sprawie odpowiedniego przeciwdziałania,
- rozpatrywanie sprawozdań z wyników kontroli cen,
- ocena metod regulowania cen,
- inicjowanie badań naukowych i zlecanie ekspertyz zmierzających do doskonalenia systemu cen.

## Okręgowe urzędy cen
Ministrowi do Spraw Cen podlegały okręgowe urzędy cen.
Okręgowe urzędy cen wykonywały na obszarze swojego działania następujące zadania:
- ustalały ceny urzędowe towarów i usług, mających w szczególności lokalne znaczenie, jeśli towary te i usługi nie były objęte cennikami powszechnie obowiązującymi (na terenie całego kraju),
- prowadziły analizę rynku i przedstawiają Ministrowi do Spraw Cen wnioski w sprawie wprowadzenia obowiązku stosowania cen regulowanych na towary i usługi,
- kontrolowały przestrzeganie zasad ustalania i stosowania cen i marż handlowych oraz obowiązku uwidaczniania cen.

## Zniesienie urzędu
Na podstawie ustawy z 1985 r. o zmianach w organizacji oraz zakresie działania niektórych naczelnych i centralnych organów administracji państwowej zniesiono Urząd Ministra do Spraw Cen.